# 紫红胸果鸠
，是鸽形目鸠鸽科的一种鸟类。

## 特征
紫红胸果鸠体重约121克，翼长约112.3毫米，嘴峰长约17.8毫米，喙宽度约4.3毫米，喙厚度约4.2毫米，跗蹠长约20.6毫米，尾长约56.6毫米。紫红胸果鸠在其分布区内为留鸟，其栖息在半开放的高大的树木组成的森林中，食性为草食性，主要食物来源是水果。

## 亚种
- ：分布于南摩鹿加群岛（布鲁、塞拉姆、安汶和邻近岛屿）。
- ：分布于西巴布亚群岛和新几内亚西北部。
- ：分布于Numfor、Biak和Meos Num岛（北新几内亚）。
- ：分布于亚平岛和北新几内亚（曼贝拉莫河至马当）。
- ：分布于特罗布里安群岛和德恩特拉斯托群岛。
- ：分布于马努斯岛、利希尔岛和尼桑岛至西罗门群岛。[4]